# WoodyGroove Festival
Il WoodyGroove Festival è un festival musicale italiano che si svolge nella città di Potenza a partire dal 2011.
Il festival si prefigge lo scopo di ricercare e portare al pubblico tutte quelle forme espressive musicali identificabili con l'underground, o musica indipendente, che cioè non siano legate a sistemi eminentemente commerciali legati alla discografia o all'editoria musicale cosiddetta mainstream. 
Il WoodyGroove è ormai largamente considerato fra i principali eventi che si occupano di scouting musicale nel sud Italia. Alla sua nona edizione conta la partecipazione di oltre 200 band musicali indipendenti iscritte di cui circa 60 si sono esibite nei numerosi live di selezione e durante i concerti.
Il festival ha raggiunto una buona notorietà soprattutto nel Centro e nel Sud Italia, in particolare in Basilicata, Puglia, Campania, Calabria, Lazio e Abruzzo.

## Selezione dei partecipanti
L'Associazione WoodyGroove pubblica con cadenza annuale un bando di partecipazione al quale le band possono aderire. Il bando non pone limiti di formazione o di genere, l'unica condizione necessaria all'adesione è l'esecuzione di brani originali. La direzione artistica del festival si preoccupa di preselezionare le band aderenti tramite la visione e l'analisi del materiale audiovisivo inviato. A questo punto convoca le band che considera più interessanti e valide alle selezioni dal vivo che si tengono nella città di Potenza, sede dell'evento, e occasionalmente in altre località del Sud Italia, che negli anni sono state ad esempio Napoli e Foggia.
La fase di selezione live è utile alla direzione artistica del festival per individuare le band che parteciperanno ai concerti.
Il numero delle band selezionate può variare di anno in anno così come il numero dei concerti. Il festival però si conclude con un grande evento finale nel quale si esibiscono alcune delle band musicali individuate dalla direzione artistica del festival insieme ad alcuni nomi importanti della scena underground italiana ed internazionale.

## Edizioni
Le prime tre edizioni del festival hanno avuto un carattere prettamente locale, sebbene in ambito regionale il festival avesse raggiunto una certa notorietà e raccogliesse le adesioni delle band della scena lucana.
La quarta edizione, nel 2014, fu la prima ad aprire il festival alle regioni limitrofe riscuotendo un certo consenso principalmente in Puglia. Questa edizione restava comunque un'edizione di transizione e tutto sommato di richiamo modesto contando una ventina di adesioni. L'edizione 2015 fu la conferma della crescente autorevolezza dell'evento nell'ambito delle regioni meridionali e anche quella in cui si introdusse per la prima volta una band ospite: gli Ecnephias, band dark e gothic metal con una certa notorietà nell'underground del genere.

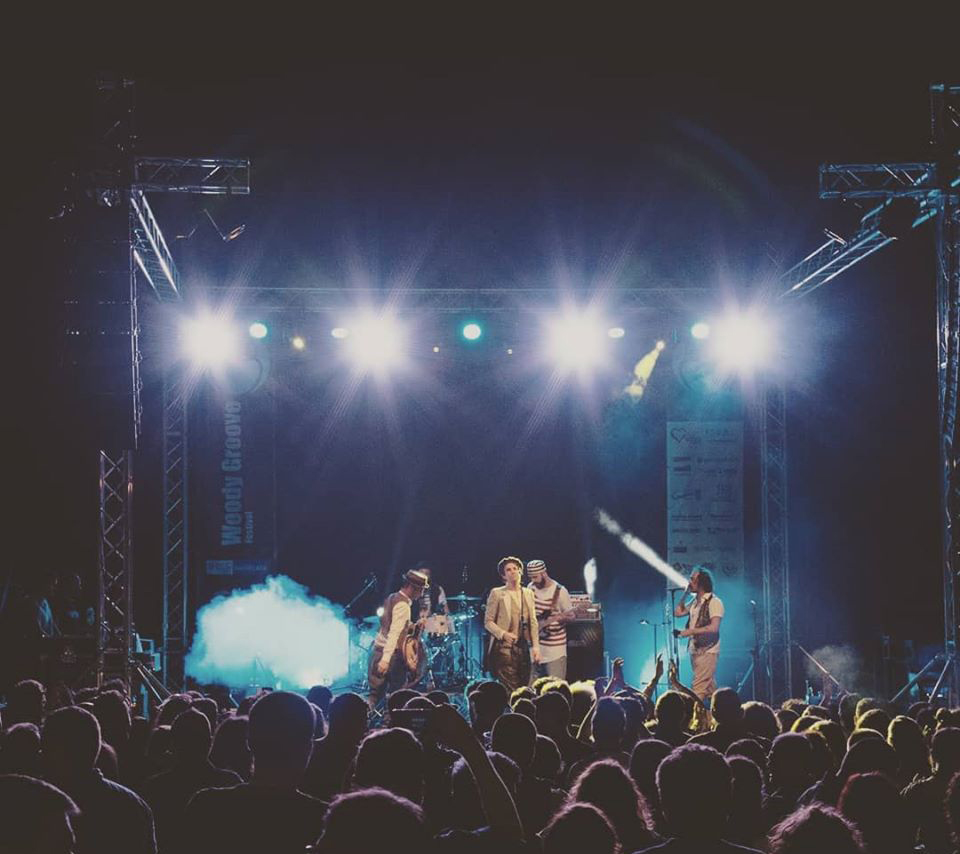
Nobraino live al Woodygroove 2017
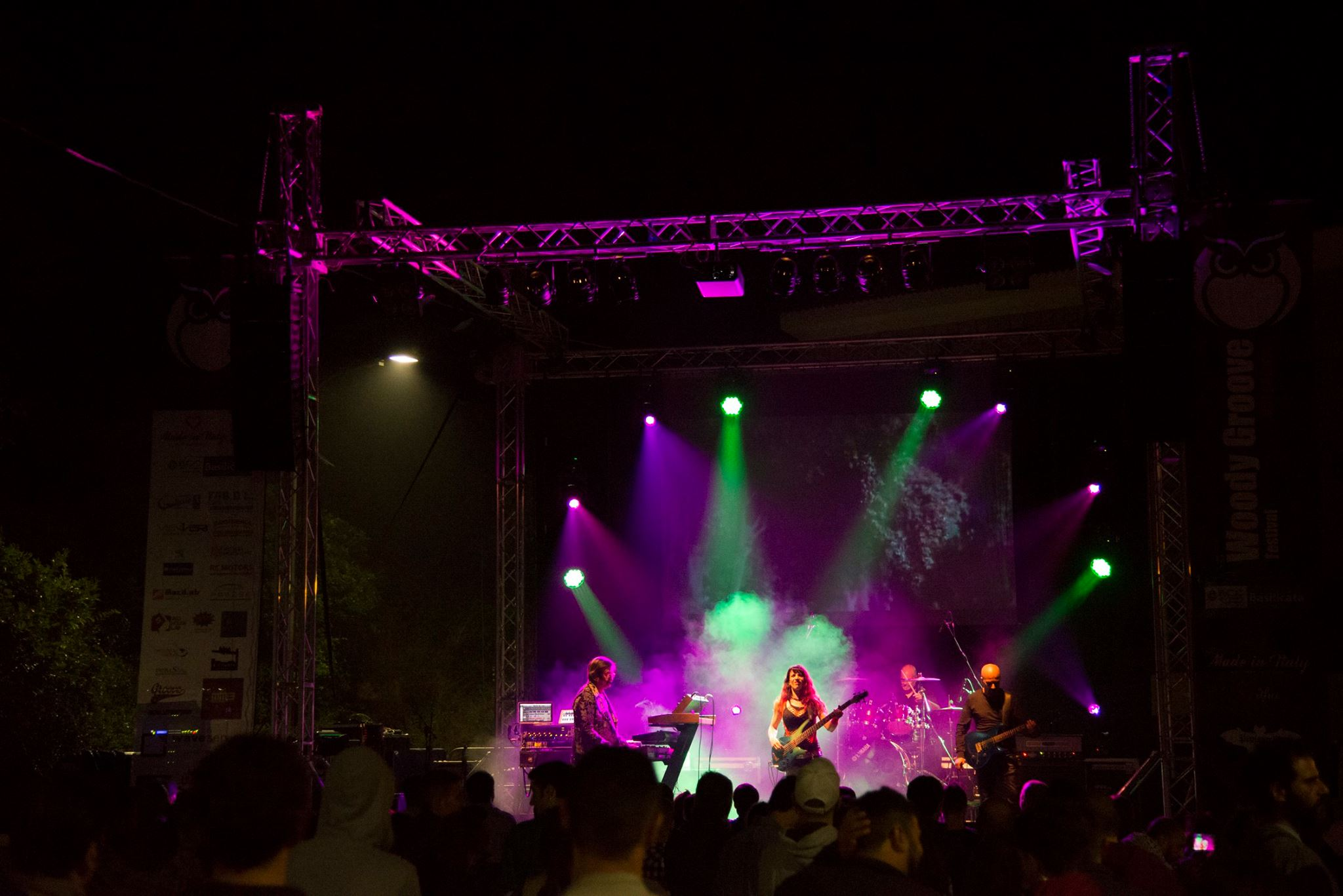
Goblin sul palco del WoodyGroove Festival nel 2018
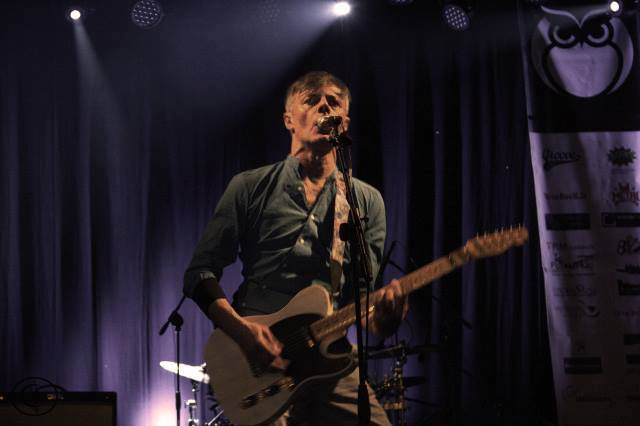
Federico Fiumani leader dei Diaframma sul palco del WoodyGroove nel 2016
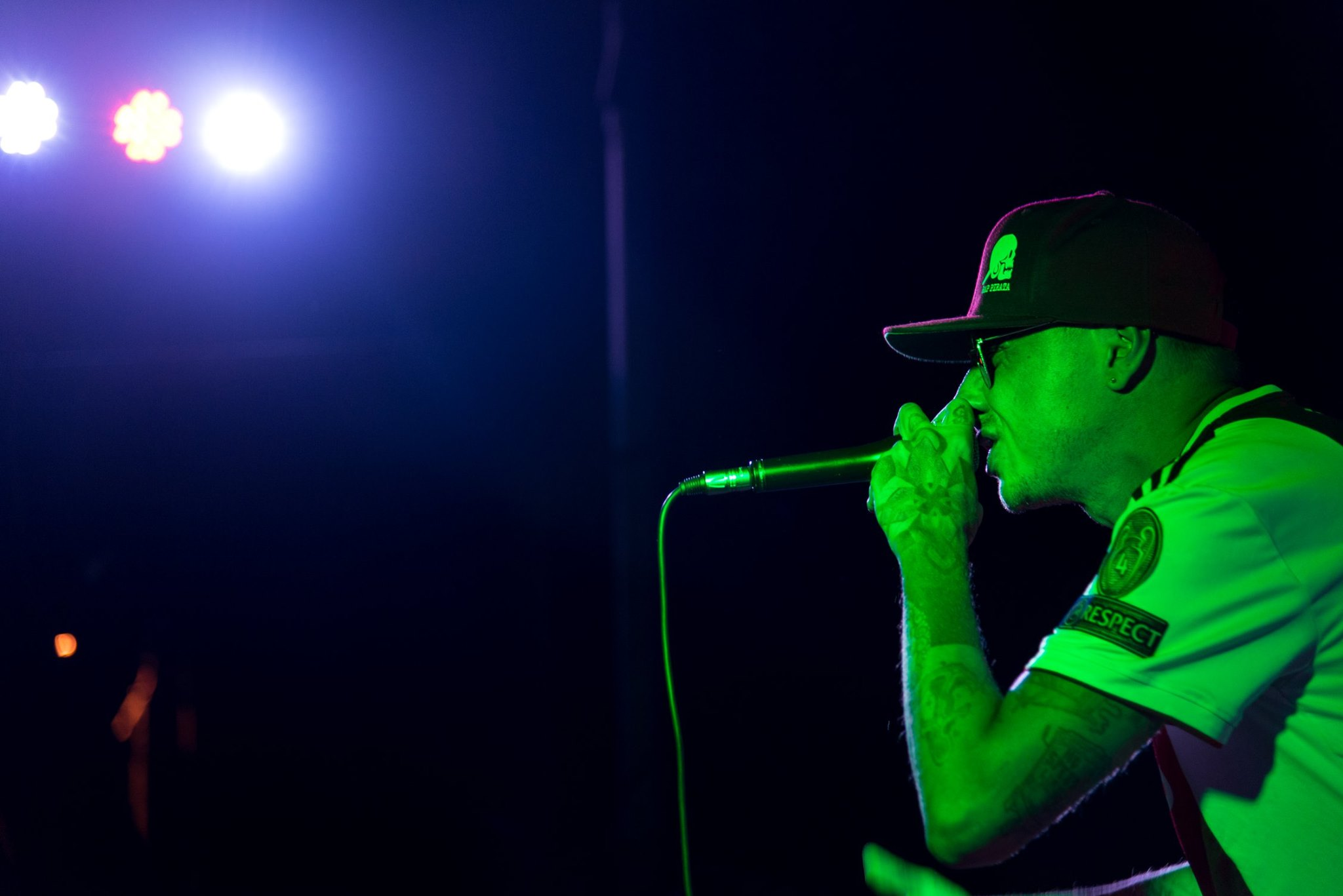
Inoki Ness al WoodyGroove nel 2019

## Band selezionate e Ospiti

### 2011
- Prima edizione con band locali della Basilicata

### 2012
- Band locali della Basilicata

### 2013
- Band locali della Basilicata

### 2014
- Band di Basilicata e regioni limitrofe, principalmente Puglia

### 2015
- The Hillinoise

- Stereofab

- Il Giunto di Cardano

- Cafè Wha

- Psycolies

Ospiti: Ecnephias

### 2016
- Bispensiero

- Pan Island Project

- Chroma Drama

Ospite: Diaframma

### 2017
- Thelegati

- Blumìa

- Bytecore

Ospite: Nobraino

### 2018
- Lion's Cage

- Baaristi Muuti

- Bytecore

Ospite: Goblin

### 2019
- Pikes Peak

- Giuseppe Telesca

Ospiti: Edda, INOKI NESS

### 2020 - 2021 - 2022
Le edizioni non si sono tenute a causa della pandemia da Covid-19